# Ministerium für Handel und Industrie
Das Ministerium für Industrialisierung und Handel (MIT; englisch Ministry of Industrialisation and Trade), ehemals Ministerium für Handel und Industrie (englisch Ministry of Trade & Industry; MTI), war bis zum 22. März 2025 das Wirtschaftsministerium von Namibia. Es war für Industrialisierung und Handel zuständig; zwischen März 2015 und März 2020 zudem auch für KMU-Entwicklung (Ministry of Trade, Industrialisation and SME Development). Das Portfolio Handel ging im Außenministerium, das der Industrie im Ministerium für Bergbau und Energie auf.
Das Ministerium wurde vom 4. Dezember 2012 bis März 2015 von Minister Calle Schlettwein der regierenden SWAPO-Partei geleitet. Seit dem 8. Februar 2018 hatte Tjekero Tweya das Amt inne, ehe am 23. März 2020 Lucia Iipumbu das Ministeramt übernahm.

## Aufgaben und Struktur
Die Aufgaben des Ministeriums liegen in der Entwicklung von Wirtschafts- und Handelsstrukturen innerhalb Namibias sowie die Förderung von Investitionen in Namibia durch das Ausland und Namibias im Ausland.
Im Einzelnen gliedern sich diese Aufgaben in die Bereiche:
- Investitionszentrum (englisch „Namibia Investment Centre“)
- Handels- und Wirtschaftsentwicklung („Department of Trade and Commerce“)
- Industrieentwicklung („Directorate for Industrial Development“)
- Internationaler Handel („Directorate for International Trade Development“)
- interne Dienstleistungen („Directorate for General Service“)